# Louis Née
Pour l’article homonyme, voir Louis Née (médecin).
Louis Emile Née né le 31 octobre 1895 à Meudon (Hauts-de-Seine) et mort le 29 décembre 1977 à Clamart (Hauts-de-Seine), est un directeur de la photographie français.

## Filmographie[2]
- 1929 : Finis terrae de Jean Epstein
- 1930 : Prix de beauté (Miss Europe) d'Augusto Genina
- 1931 : Paris Béguin d'Augusto Genina
- 1932 : La Vagabonde de Solange Bussi
- 1932 : Pomme d'amour de Jean Dréville
- 1932 : Vampyr de Carl Theodor Dreyer
- 1932 : Hôtel des étudiants de Victor Tourjanski
- 1933 : Une femme au volant de Pierre Billon et Kurt Gerron
- 1933 : Les Bleus du ciel d'Henri Decoin
- 1933 : The Merry Monarch d'Alexis Granowsky
- 1933 : Dans les rues de Victor Trivas
- 1933 : L'Ordonnance de Victor Tourjanski
- 1933 : Die Abenteuer des Königs Pausole
- 1933 : Les Aventures du roi Pausole d'Alexis Granowsky
- 1933 : Paprika de Jean de Limur
- 1934 : L'École des resquilleurs (court métrage) de Germain Fried
- 1934 : Antonia, romance hongroise de Max Neufeld et Jean Boyer
- 1934 : Liliom de Fritz Lang
- 1934 : Le Dernier Milliardaire de René Clair
- 1934 : Les Nuits moscovites d'Alexis Granowsky
- 1934 : Zouzou de Marc Allégret
- 1935 : La Route impériale de Marcel L'Herbier
- 1935 : Les Yeux noirs de Victor Tourjanski
- 1935 : L'Équipage d'Anatole Litvak
- 1935 : Le Bébé de l'escadron de René Sti
- 1935 : Baccara d'Yves Mirande
- 1936 : Tarass Boulba d'Alexis Granowsky
- 1936 : La Peur de Victor Tourjanski
- 1936 : Les Amants terribles de Marc Allégret
- 1936 : La Porte du large de Marcel L'Herbier
- 1936 : Avec le sourire de Maurice Tourneur
- 1936 : Les Jumeaux de Brighton de Claude Heymann
- 1937 : Un déjeuner de soleil de Marcel Cravenne
- 1937 : Nuits de feu de Marcel L'Herbier
- 1937 : La Citadelle du silence de Marcel L'Herbier
- 1937 : La Dame de pique de Fedor Ozep
- 1938 : Le Dompteur de Pierre Colombier
- 1938 : Tricoche et Cacolet de Pierre Colombier
- 1938 : Le Patriote de Maurice Tourneur
- 1938 : Altitude 3.200 de Jean Benoit-Lévy et Marie Epstein
- 1938 : Hôtel du Nord de Marcel Carné
- 1939 : Fric-Frac de Maurice Lehmann et Claude Autant-Lara
- 1941 : Remorques de Jean Grémillon
- 1947 : Vertiges de Richard Pottier
- 1950 : Miquette et sa mère de Henri-Georges Clouzot
- 1956 : Et Dieu… créa la femme de Roger Vadim
- 1957 : Trois Jours à vivre de Gilles Grangier